# الهفوف
الهُفُوف هي المركز الحضري الرئيسي في واحة الأحساء بالمنطقة الشرقية بالمملكة العربية السعودية. تشتهر أيضًا بكونها واحدة من أكبر منتجي التمور في العالم، وبأسواقها وقصورها القديمة.

## سبب التسمية
يعتقد أن اسم (الهفوف) جاء من الاسم الهفوف الذي كان شائعاً استعماله بين أبناء البادية، وجذر الهفوف الفعل هفّ وهو الاسم المحلي للمروحة مهفّة، حيث يقال أن الاسم جاء من المزرعة وهو مصدر لمكان يهب عليه نسيم بارد فأطلق عليه هفوف ثم أخذ هذا المكان كسكن دائم وكبر وأصبح له مكانته فكانت الهفوف المعروفة.
وقال الشيخ محمد بن عبد الله آل عبد القادر في كتابه أن الهفوف سميت لتهافف الناس إليها ورغبتهم في سكناها، فإن المهاجرين إلى الأحساء من جميع الجهات لا يرغبون إلا في سكناها لكونها عاصمة الأحساء ومدينة التجارة والبيع والشراء والأخذ والعطاء ومقر الإمارة وعسكر الدفاع والدوائر الرسمية.

### نظرة عامة

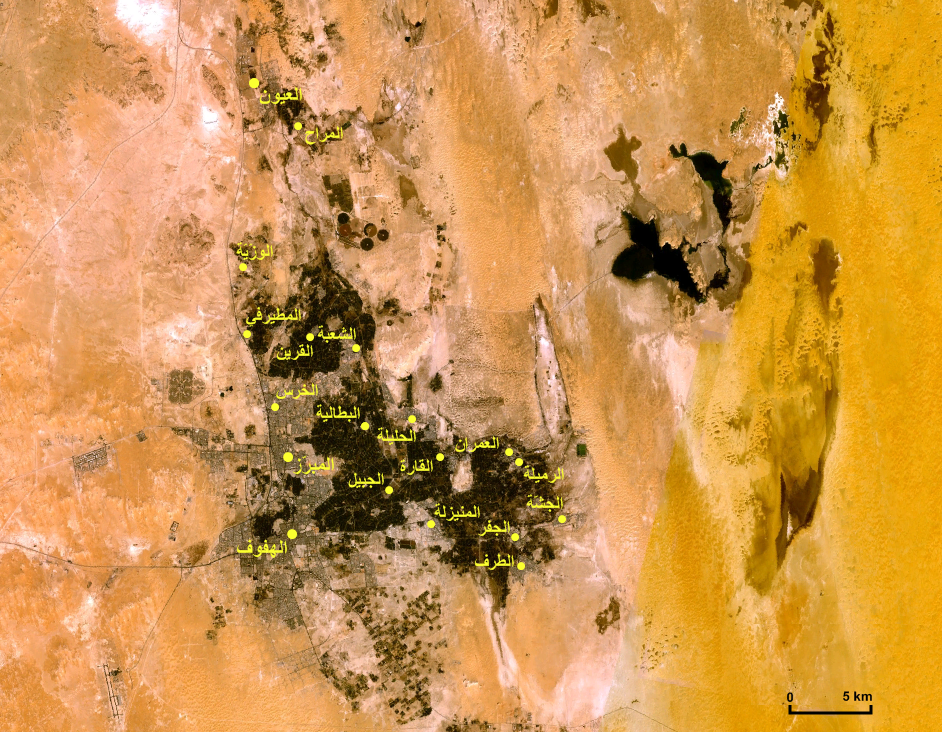
قرى وهجر محيطة

يبلغ عدد سكانها 150,000 نسمة، وهي جزء من منطقة أكبر من الواحة المأهولة بالسكان من المدن والقرى التي يبلغ عدد سكانها حوالي 600,000 نسمة. وهي تقع في الداخل، جنوب غرب بقيق ومنطقة الظهران - الدمام - الخبر على الطريق الجنوبي المؤدي إلى حرض. وهي أقرب مدينة إلى حقل نفط الغوار الشهير، وهو أحد أكبر الحقول التقليدية (البرية) في العالم. الهفوف هي واحدة من المراكز الثقافية الكبرى في المملكة العربية السعودية. الكثير من العائلات المعروفة تعيش هناك. تقع كليات الزراعة والطب البيطري والثروة الحيوانية بجامعة الملك فيصل في المدينة (تقع الأخرى في الدمام). كما يضم حرم الهفوف أيضًا مرافق بحيث يمكن للمرأة السعودية دراسة الطب وطب الأسنان والاقتصاد المنزلي. تذكر بعض الأسطورة على أن الهفوف هو مكان دفن مجنون ليلى، الرجل الذي مات من عشقه لليلى قصة الحب الأكثر شعبية في العالم العربي والإسلامي. تشتهر ملكة سبأ أيضًا بأنها زارت هذه المدينة من مملكتها في اليمن. قام المستكشف الألماني هيرمان بورخارت بتصوير المدينة في عام 1904.

## عن المدينة
كانت تعد سابقاً عاصمة الأحساء ومدينة التجارة للبيع والشراء محاطة بالمزارع من جميع الجهات، وتتكون الهفوف من ثلاث محلات الكوت، والنعاثل، والرفعة. انتهى بنا وصف المدينة بولادة حيين خارج السور هما الصالحية والرقيقة، ولم ينتهِ بهما التوسع قبل هدم أسوارها، بل أنجبت أحياء جديدة خارجها على غرار الحيين السابقين ولكن بشكل أحدث من ذي قبل ففي الشمال حي الفاضلية، وفي الجنوب حي الثليثية والمزروعية، هذا في الفترة ما بين عام 1354 - 1376 وهي الفترة الموافقة لمرحلة ما بعد اكتشاف النفط.
وفي عام 1376هـ هدمت الدولة أسوار المدينة وردمت الخندق المحيط به معبرة بذلك عن مرحلة جديدة للنمو العمراني في المدينة، شملت فتح توسعات شارع السوق العام، وفتح شوارع أخرى في المدينة أبرزها؛ الشارع الملكي الممتد من شارع السوق العام باتجاه الشمال نحو المبرز وشارع المدير. وشارع يوصل إلى مطار الهفوف، وشارع إلى محطة سكة الحديد، وشوارع أخرى في حي الرفعة والنعاثل، وشيدت سوقاً للخضار والفواكه واللحوم، كما بنت 20 محلاً تجارياً حديثاً، وأوصلت خدمة الكهرباء إلى 500 منزل.
في عام 1393هـ شهد المدينة توسعًا نتيجة القروض التي قدمتها الدولة من صندوق التنمية العقارية، والتي على أثرها قامت أحياء جديدة هي: الملك فيصل، والبصيرة، وأستاذ المعارف، والشهابية، وحي الفهد، والواحة، والنسيم، والجامعة، والمدينة الرياضية، وعين علي، والمعلمين الشرقية، السلمانية الشمالية، شرق السلمانية الجنوبية، الخالدية والجامعيين، البندرية والعزيزية، شرق شمال الدخل المحدود، شرق جنوب الدخل المحدود، منسوبي التعليم، أرض البلدية، جنوب إسكان أرامكو، غرب السلمانية الجنوبية، غرب شرق الدخل المحدود، غرب جنوب الدخل المحدود. وقد أدرجت هذه الأحياء النامية في المخطط العام الحديث لحاضرة الهفوف.

## الاقتصاد
تاريخيًا، صنعت الهفوف المنسوجات من الصوف والحرير والقطن. كما اشتهرت المدينة بثمار النخيل (التمر)، حيث يعتبر العرب التنوع الخلاسي للتمور، الذي يزرع في الهفوف، وكذلك مجموعة الفارد في عُمان، من بين الأفضل. اعتبارًا من عام 1920، كانت المدينة معروفة بصنع أواني القهوة من الفضة والنحاس.

## المناخ
تتميز الهفوف بمناخ صحراوي حار (تصنيف كوبن للمناخ BWh) مع صيف طويل حار جدًا وشتاء معتدل وقصير.
| البيانات المناخية لـAl Ahsa (1985–2010) | البيانات المناخية لـAl Ahsa (1985–2010) | البيانات المناخية لـAl Ahsa (1985–2010) | البيانات المناخية لـAl Ahsa (1985–2010) | البيانات المناخية لـAl Ahsa (1985–2010) | البيانات المناخية لـAl Ahsa (1985–2010) | البيانات المناخية لـAl Ahsa (1985–2010) | البيانات المناخية لـAl Ahsa (1985–2010) | البيانات المناخية لـAl Ahsa (1985–2010) | البيانات المناخية لـAl Ahsa (1985–2010) | البيانات المناخية لـAl Ahsa (1985–2010) | البيانات المناخية لـAl Ahsa (1985–2010) | البيانات المناخية لـAl Ahsa (1985–2010) | البيانات المناخية لـAl Ahsa (1985–2010) |
| الشهر                                   | يناير                                   | فبراير                                  | مارس                                    | أبريل                                   | مايو                                    | يونيو                                   | يوليو                                   | أغسطس                                   | سبتمبر                                  | أكتوبر                                  | نوفمبر                                  | ديسمبر                                  | المعدل السنوي                           |
| --------------------------------------- | --------------------------------------- | --------------------------------------- | --------------------------------------- | --------------------------------------- | --------------------------------------- | --------------------------------------- | --------------------------------------- | --------------------------------------- | --------------------------------------- | --------------------------------------- | --------------------------------------- | --------------------------------------- | --------------------------------------- |
| الدرجة القصوى °م (°ف)                   | 32.7 (90.9)                             | 37.8 (100.0)                            | 41.2 (106.2)                            | 45.0 (113.0)                            | 49.0 (120.2)                            | 50.6 (123.1)                            | 50.8 (123.4)                            | 50.0 (122.0)                            | 48.0 (118.4)                            | 45.6 (114.1)                            | 45.8 (114.4)                            | 32.5 (90.5)                             | 50.8 (123.4)                            |
| متوسط درجة الحرارة الكبرى °م (°ف)       | 21.2 (70.2)                             | 24.2 (75.6)                             | 28.9 (84.0)                             | 35.1 (95.2)                             | 41.5 (106.7)                            | 44.4 (111.9)                            | 45.7 (114.3)                            | 45.4 (113.7)                            | 42.3 (108.1)                            | 37.6 (99.7)                             | 29.9 (85.8)                             | 23.4 (74.1)                             | 35.0 (95.0)                             |
| المتوسط اليومي °م (°ف)                  | 14.7 (58.5)                             | 17.2 (63.0)                             | 21.5 (70.7)                             | 27.2 (81.0)                             | 33.3 (91.9)                             | 36.3 (97.3)                             | 37.8 (100.0)                            | 37.2 (99.0)                             | 33.8 (92.8)                             | 29.2 (84.6)                             | 22.4 (72.3)                             | 16.6 (61.9)                             | 27.3 (81.1)                             |
| متوسط درجة الحرارة الصغرى °م (°ف)       | 8.5 (47.3)                              | 10.6 (51.1)                             | 14.3 (57.7)                             | 19.6 (67.3)                             | 24.9 (76.8)                             | 27.6 (81.7)                             | 29.4 (84.9)                             | 28.9 (84.0)                             | 25.3 (77.5)                             | 21.1 (70.0)                             | 15.6 (60.1)                             | 10.5 (50.9)                             | 19.7 (67.5)                             |
| أدنى درجة حرارة °م (°ف)                 | −2.3 (27.9)                             | 1.0 (33.8)                              | 0.7 (33.3)                              | 7.3 (45.1)                              | 17.0 (62.6)                             | 18.3 (64.9)                             | 19.8 (67.6)                             | 19.7 (67.5)                             | 17.3 (63.1)                             | 13.0 (55.4)                             | 5.8 (42.4)                              | 0.8 (33.4)                              | −2.3 (27.9)                             |
| معدل هطول الأمطار مم (إنش)              | 15.0 (0.59)                             | 11.6 (0.46)                             | 16.2 (0.64)                             | 10.7 (0.42)                             | 2.1 (0.08)                              | 0.0 (0.0)                               | 0.0 (0.0)                               | 0.9 (0.04)                              | 0.0 (0.0)                               | 0.6 (0.02)                              | 5.1 (0.20)                              | 21.1 (0.83)                             | 83.3 (3.28)                             |
| متوسط الرطوبة النسبية (%)               | 55                                      | 49                                      | 44                                      | 38                                      | 27                                      | 22                                      | 23                                      | 30                                      | 33                                      | 39                                      | 47                                      | 56                                      | 39                                      |
| المصدر #1: مركز المناخ الإقليمي بجدة    |                                         |                                         |                                         |                                         |                                         |                                         |                                         |                                         |                                         |                                         |                                         |                                         |                                         |
| المصدر #2: Ogimet                       |                                         |                                         |                                         |                                         |                                         |                                         |                                         |                                         |                                         |                                         |                                         |                                         |                                         |

## أحياء الهفوف
الأحياء القديمة
- الكوت - الصالحية - الرفعة - السلمانية القديمة - عين موسى - النعاثل - المزروعية - عين علي - الثليثية - العسيلة - العويمرية - الرقيقة - الفاضلية.

الأحياء الحديثة
- الشهابية - البصيرة - حي الملك فهد - السنيدية - المربدية - السلام - حي المباركية 1-2 - المزروع - الروضة - المثلث - الخالدية - البندرية - العزيزية - الزهرة - الجامعيين - الأسكان الأول - منسوبي التعليم - الرابية - جوبا - المرقاب - المحمدية - الصيهد - المعلمين الشرقية - السلمانية 1-2-3-4 - الحفيرة - الربوة - النايفية - المهندسين - الهدى - حي مجمع الدوائر الحكومية - الفيصلية - النسيم - الحوراء - المنار - المروج - الفردوس - الرويضة.

## مساجد وجوامع مدينة الهفوف
- جامع خادم الحرمين الشريفين - مصلى العيد شرق الأستاد الرياضي - مصلى العيد بالصالحية - جامع الإمام فيصل بن تركي - جامع الأمير سعود بن جلوي - جامع الأمير سعد بن عبد الله بن جلوي - جامع الخالدية الكبير - جامع الجبري - جامع بوعيسى - جامع بورشيد - جامع المزروعية الكبير - جامع الوسيطى - جامع الثليثية - مسجد العمير - جامع باب الخميس - جامع العسيلة - جامع الصرافية - جامع الروضة - جامع الحماد - جامع المظفر - جامع السلمانية - جامع جمال الملحم - جامع العتيبي - جامع علي آل ثاني - جامع المثلث - جامع عبد الرحمن بن عوف - جامع الأميرة جواهر - جامع الماجد - جامع الحفيرة - جامع سوق المواشي المركزي - جامع إبي زكريا الأنصاري - جامع القصيبي - جامع الإمام الحسن - مسجد الإمام الحسين - مسجد الإمام الصادق بالفيصلية - مسجد النبي الاكرم - مسجد الإمام علي - جامع السبيطين بحي الملك فهد - مسجد الإمام الصادق بالنسيج - مسجد الإمام السجاد - مسجد الشواف - مسجد بوخمسين - مسجد الرقيات - مسجد أئمة البقيع.

## المعالم الثقافية
- متحف الأحساء.
- سوق القيصرية.
- المدرسة الأميرية.

بنيت في تاريخ 1360, ويقع مبنى المدرسة الأميرية وسط مدينة الهفوف.
- قصر إبراهيم الأثري.
- قصر خزام.
- عين الحقل.

وسط نخيل مدينة الهفوف من أكبر ينابيع المياه.
- عين الخدود وسط مدينة الهفوف من أكبر ينابيع الأحساء.
- عين البحيرية غرب مدينة الهفوف تسقي مياهها البساتين القريبة لمدينة الهفوف.
- عين برابر شرق مدينة الهفوف ماؤها بارد وعذب ومن أعظم عيون الهفوف.

### مهرجانات
كان من المقرر استضافة مهرجان الأفلام العشوائية الدولي في الهفوف في يناير 2015، ولكن تم استبداله بهلسنكي، فنلندا في مايو 2017. [بحاجة لمصدر]

## وسائل النقل

### مطارات
- يخدم المدينة مطار الملك فهد الدولي الذي يبعد 160 كم في الدمام، على الرغم من أن المدينة لديها مطاران خاصان بها.
- ويستخدم المطار المحلي، مطار الأحساء الدولي، للرحلات الداخلية والدولية المحدودة إلى دبي. بينما الآخر هو مهبط طائرات قديم تم التخلي عنه الآن.

### سكك حديدية
- يوجد بالمدينة محطة للسكك الحديدية تربط المدينة بالعاصمة الرياض من الغرب والدمام من الشمال. تُنَظم جميع خطوط السِكك الحديدية في المملكة العربية السعودية من قبل هيئة السكك الحديدية السعودية.

## الدوائر الحكومية
- السجن المركزي.
- المحكمة الكبرى.
- إدارة التربية والتعليم.

## السياحة والترفيه
- منتزه الملك عبدالله البيئي.
- حديقة الملك فهد.
- حديقة الأوقاف.
- حديقة الإسكان.
- أرض الحضارات في جبل قارة.
- جبل الشعبة.
- القرية الشعبية.
- منتزه الأحساء الوطني
- عين النجم.
- بحيرة الأصفر.

### فنادق
| - فندق الأحساء انتركونتيننتال. - فندق الهفوف. - فندق الغزال. - الماسم للأجنحة الفندقية. - لي لي للأجنحة الفندقية. | - فندق حياة هاوس. - المملكة للشقق الفندقية. - الدوحة للشقق الفندقية. - قصر المصمك للشقق الفندقية. - العربية للشقق الفندقية. | - فتدق سماء ستار. - الاحساء للشقق الفندقية. - فندق السليمان. - فندق ليالي الشرق. - فندق بونيس. |

### تسوق
| - سوق السويق العام. - أسواق القرية الشعبية. - مجمع العثيم. - مجمع الأحساء. | - الفوارس. - مجمع البستان. - سنتربوينت. - اكسترا. - ساكو. - جرير. | - أسواق المزرعة. - الدانوب. - أسواق التميمي. - بندة. |

## المراكز الأكاديمية
| - جامعة الملك فيصل. - كلية الشريعة والدراسات الإسلامية. - الجامعة العربية المفتوحة. - الكلية التقنية للبنات. - المعهد المهني الصناعي. | - المعهد الثانوي الصناعي الثالث. - معهد التربية الفكرية للبنات. - معهد النور للبنات. - معهد الأمل للصم و البكم. - معهد العالمية للتعليم والتدريب. | - معهد بيرلتز. - معهد فتاة هجر. - معهد أمهات المؤمنين لإعداد معلمات القرآن الكريم. |

## المرافق الرياضية
- مدينة حبيبه منصور للتطوير
- مجمع الأمير فيصل بن فهد الرياضي.
- نادي هجر الرياضي.
- نادي الجيل الرياضي.
- وقت اللياقة.
- صالة القوة.

## الخدمات الصحية
في مدينة الهفوف عدة وحدات صحية حكومية وخاصة، ومنها:
| - مستشفى الملك فهد بالهفوف. - مستشفى الصحة النفسية. - مستشفى الملك فيصل. - مركز الأمير سلطان لمعالجة امراض وجراحة القلب. - مركز الجبر للكلى. | - مستشفى المانع العام. - مستشفى الموسى التخصصي. - مستشفى الأحساء. - مستشفى حسين العلي. - مجمع عيادات جميل خطاب. - مستوصف المحيش. - مستوصف الإدريسي. - مستوصف الملحم. - مستوصف هجر. | - مستوصف الهفوف الوطني. - مستوصف النعيم. - مستوصف النعاثل. - مستوصف منبر الهدى. - مستوصف عزيز. - مستوصف الحوراء. |

## أهم شوارعها
- طريق الملك عبد العزيز.

يمتد من جنوب مدينة الهفوف إلى شمال مدينة المبرز.
- طريق الملك فهد.

يسمى شعبياً شارع القطار.
- طريق الملك عبد الله

الدائري
- طريق الخليج

يسمى شعبياً (خط قطر) يتجه من جنوب الهفوف إلى شرقها إلى سلوى ومن ثم قطر.
- طريق الأمير فيصل بن فهد بن عبد العزيز

يسمى شعبياً (خط الأستاد)
- طريق الأمير نايف.
- طريق الملك سلمان.
- طريق الأمير محمد بن فهد.
- طريق الرياض.

## وصلات خارجية
- أمانة الأحساء